# Gaspard-Joseph Chaussegros de Léry (1721-1797)
Pour les articles homonymes, voir Léry.
Gaspard-Joseph Chaussegros de Léry (Québec, 20 juillet 1721 – 11 décembre 1797) est un ingénieur militaire et une personnalité politique du Bas-Canada.
Pendant la guerre de Sept Ans, il se révèle être un officier exceptionnel et est l'un des rares officiers coloniaux très estimés par le marquis de Montcalm. En reconnaissance de son service militaire, il est fait chevalier de l'ordre de Saint-Louis en 1759.
En 1763, après la conquête britannique de la Nouvelle-France, lui et son épouse, Louise Martel de Brouage, sont le premier couple franco-canadien à être présenté à la cour anglaise, tirant le compliment du roi George III selon lequel, si toutes les Canadiennes ressemblaient à Mme de Léry, il avait « bel et bien fait une conquête ».

## Biographie
Né à Québec en 1721, Chaussegros est le fils de Gaspard-Joseph Chaussegros de Léry (1682-1756), ingénieur militaire actif au Canada, et de son épouse Marie-Renée, fille du capitaine René Legardeur de Beauvais (1660-1742), titulaire de la grande croix de l'ordre de Saint-Louis.

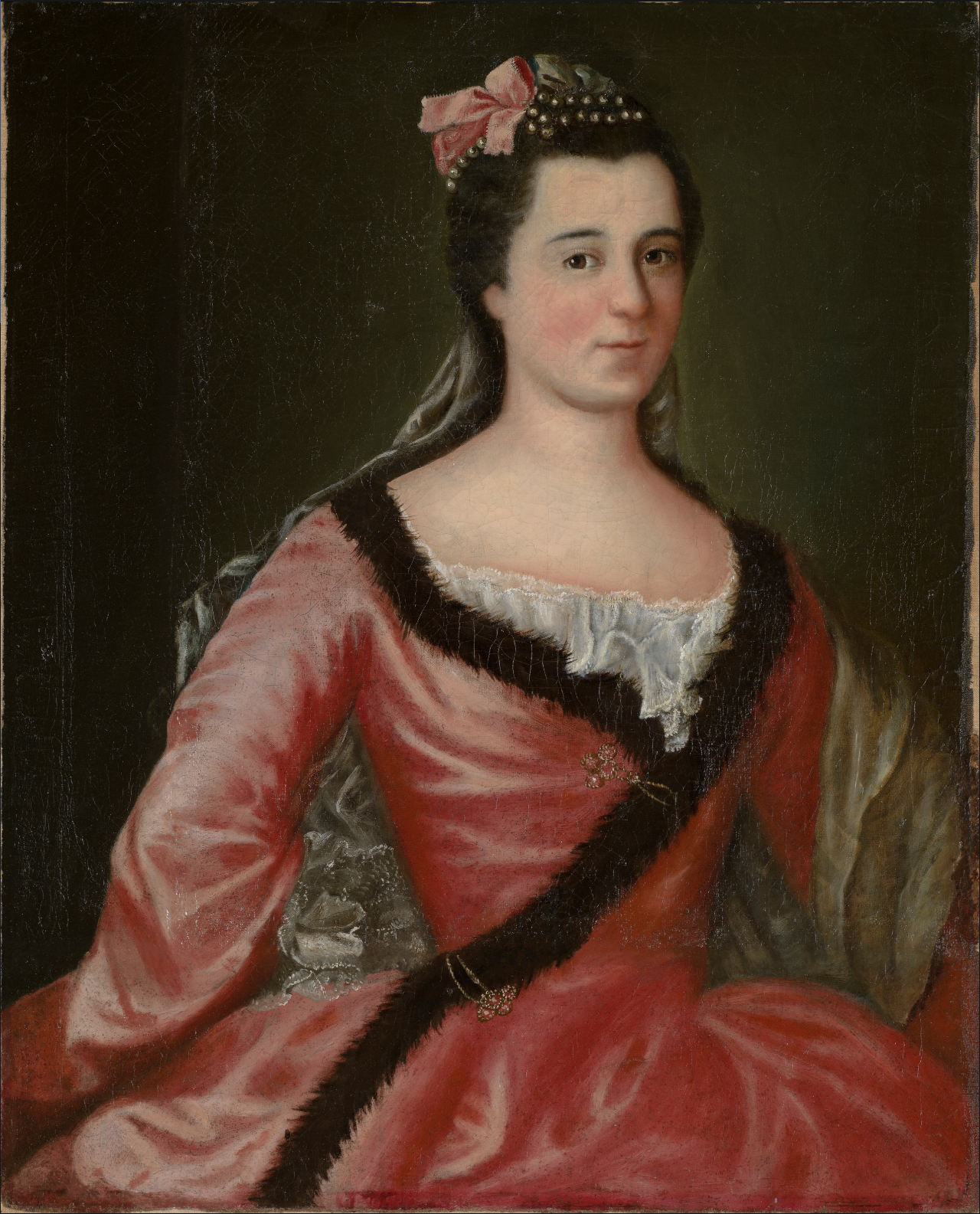
Mme de Léry

Il rejoint les troupes de la Marine en 1733 et devient ingénieur adjoint en 1739. Il participe à des raids contre les Britanniques en Nouvelle-Angleterre, contribue à l'entretien des fortifications françaises en Nouvelle-France et est chargé de la construction du fort Saint-Jean. En 1753, il épouse Louise, fille de François Martel de Brouague, commandant de la côte du Labrador. Il prend part à la prise du fort Oswego par Louis-Joseph de Montcalm en 1756 et, en 1757, est promu capitaine pour ses succès à la bataille de Fort Bull. Blessé à la bataille des Plaines d'Abraham, il est renvoyé en France en 1761.
Ses journaux de campagne, tenus par une bibliothèque gouvernementale au Québec, constituent d'importantes ressources historiques. En France, il était devenu seigneur de Léry après la mort de son père.
À un moment donné, Chaussegros de Léry produit une copie finie d'une carte de l'ouest. L'œuvre originale avait été réalisée par Christophe Dufrost de La Jemerais, un neveu de Pierre Gaultier de Varennes et de La Vérendrye.
Chaussegros de Léry ne se voit offrir aucune opportunité en France. Il rentre au Québec en 1764 par l'Angleterre. Il y est nommé grand voyer par le gouverneur Guy Carleton en 1768 et siège également au Conseil législatif et au Conseil exécutif de Québec. En 1792, il est nommé au Conseil législatif du Bas-Canada.
Il vend la seigneurie de Léry en 1766 mais acquiert plus tard les seigneuries de Perthuis, Rigaud-Vaudreuil, Gentilly, Le Gardeur et Sainte-Barbe.
Il meurt à Québec en 1797.

## Hommages
Une avenue a été nommée en son honneur dans la ville de Québec en 1949.